# 里奇堡 (阿拉巴馬州)
里奇堡（英語：Richburg）是一個位於美國阿拉巴馬州科菲縣的非建制地區。該地的面積和人口皆未知。

## 地理
里奇堡的座標為31°23′49″N 85°57′39″W / 31.39694°N 85.96083°W，而該地最高點為海拔高度127米（即417英尺）。